# Dexing

Lage Dexings in Jiangxi

Die Stadt Dexing (chinesisch 德兴市, Pinyin Déxìng Shì) ist eine chinesische kreisfreie Stadt im Nordosten der Provinz Jiangxi. Sie gehört zum Verwaltungsgebiet der bezirksfreien Stadt Shangrao. Die kreisfreie Stadt Dexing hat eine Fläche von 2.082 km² und zählt 293.201 Einwohner (Stand: Zensus 2010). Regierungssitz ist das Straßenviertel Yincheng (银城街道).

## Administrative Gliederung
Auf Gemeindeebene setzt sich die kreisfreie Stadt aus einem Straßenvierteln, fünf Großgemeinden und sechs Gemeinden zusammen. 